# Španělsko na Letních olympijských hrách 1932
Španělsko se účastnilo Letní olympiády 1932 v kalifornském Los Angeles. Zastupovalo ho 7 mužů v 3 sportech.

## Medailisté
| Medaile | Jméno         | Sport    | Soutěž          |
| ------- | ------------- | -------- | --------------- |
| Bronz   | Santiago Amat | Jachting | Muži třída Finn |